# سیارک ۷۳۰۵
سیارک ۷۳۰۵ (به انگلیسی: 7305 Ossakajusto، نامگذاری:1994CX1) هفت هزار و سیصد و پنجمین سیارک کشف شده‌است که در ۸ فوریه ۱۹۹۴ کشف شد.
قدر مطلق سیارک برابر ۱۱٫۶۰ است.